# The Tony Fruscella & Brew Moore Quintet - The 1954 Unissued Atlantic Session
The Tony Fruscella & Brew Moore Quintet - The 1954 Unissued Atlantic Session è una raccolta su CD di due registrazioni prodotte all'epoca (1954 e 1955) dalla Atlantic Records e praticamente rimaste inedite fino alla pubblicazione di questo CD.
La prima registrazione, che raccoglie la maggior parte dei brani, è del quintetto di Tony Fruscella e del sassofonista Brew Moore, la seconda, con solo due brani, vede il trombettista impegnato nel quintetto di Stan Getz.

## Tracce
1. Blues Medium – 2:50 – Registrato il 22 marzo 1954 a New York City, New York
2. Minor Blues – 3:09 – Registrato il 22 marzo 1954 a New York City, New York
3. Bill Triglia's Original – 5:07 (Bill Triglia) – Registrato il 22 marzo 1954 a New York City, New York
4. Slow Blues – 6:42 – Registrato il 22 marzo 1954 a New York City, New York
5. Brew's Nightmare – 2:59 (Brew Moore) – Registrato il 22 marzo 1954 a New York City, New York
6. Fast Blues – 2:40 – Registrato il 22 marzo 1954 a New York City, New York
7. Blues Medium II – 4:05 – Registrato il 22 marzo 1954 a New York City, New York
8. Minor Blues II – 3:06 – Registrato il 22 marzo 1954 a New York City, New York
9. Bill Triglia's Original II – 2:58 (Bill Triglia) – Registrato il 22 marzo 1954 a New York City, New York
10. Brew's Nightmare II – 3:04 (Brew Moore) – Registrato il 22 marzo 1954 a New York City, New York
11. Fast Blues II – 4:50 – Registrato il 22 marzo 1954 a New York City, New York
12. Blues Medium II – 4:07 – Registrato il 22 marzo 1954 a New York City, New York
13. Blue Bells – 7:13 (Phil Sunkel) – Registrato il 31 gennaio 1955 a New York City, New York
14. Round-Up Time – 7:11 (Phil Sunkel) – Registrato il 31 gennaio 1955 a New York City, New York

Durata totale: 60:01
- Gli autori dei brani: Blues Medium, Minor Blues, Slow Blues e Fast Blues, non sono indicati.

## Musicisti
#1, #2, #3, #4, #5, #6, #7, #8, #9, #10, #11 e #12
- Tony Fruscella - tromba
- Brew Moore - sassofono tenore
- Bill Triglia - pianoforte
- Teddy Kotick - contrabbasso
- Bill Heine - batteria

#13 e #14
- Tony Fruscella - tromba
- Stan Getz - sassofono tenore
- John Williams - pianoforte
- Bill Anthony - contrabbasso
- Frank Isola - batteria[1]